# キルアオ
『キルアオ』（英語: KILL BLUE）は、藤巻忠俊による日本の漫画。『週刊少年ジャンプ』（集英社）において、2023年20号から連載中。10代前半の姿となった伝説の殺し屋が中学校に通う様子を描いたコメディ。話数カウントは「page○」。

## 沿革
伝説の殺し屋であるアラフォー男性を主人公とした学園コメディアクションである。2023年4月10日発売の同誌19号より開始された新連載4本の1作として告知される。同年4月17日発売の20号より連載を開始。連載開始を記念して、本作のPVが公開されている。前述の新連載4本のボイスコミックがYouTubeジャンプチャンネルにて発表され、本作は同年6月17日より公開。
ライターのヨークシャーによると、2023年12月時点では川江康太の『鵺の陰陽師』とともに「カラーページを担当する頻度」が多く、「掲載順が高めの位置で安定」しており、勢いのある作品であった。
2024年、「全国書店員が選んだおすすめコミック2024」にて7位を受賞。同年、「次にくるマンガ大賞 2024」コミックス部門にて10位を獲得。

## あらすじ
伝説の殺し屋と呼ばれる39歳の男・大狼十三は、謎の蜂に刺されたことにより中学生の姿になってしまう。組織のボスの提案で中学校に通うことになるが…。

## 登場人物

### 主要人物
声の項はボイスコミック版での声優。
大狼 十三（おおがみ じゅうぞう）
声 - 内山夕実（中学生）、堀井茶渡（大人）
本作の主人公。39歳。バツイチで、娘がいる。「伝説の殺し屋」と言われていたが、謎の蜂の毒により見た目が10代前半の姿となってしまい、身分を偽って六花学園中学校に通うこととなる。
その結果、本来の子供の時期に何も学べなかった反動から勉強の楽しさに目覚め、殺し屋の仕事を一時休職、中学生活を謳歌している。
当初は家事は一切出来なかったが、家庭科部に入部する。ノレンの父親の出した命令によって、ノレンの婚約者を偽ることとなり彼女の保護と普通の青春を行き来している。
猫田 コタツ（ねこた コタツ）
声 - 野津山幸宏
十三の相棒。家事全般が得意。子供になった十三を、インカムとカメラ付き眼鏡でサポートする。
蜜岡ノレン（みつおか ノレン）
声 - 矢野優美華
本作のヒロイン。六花学園中学1年で、十三のクラスメイト。
複数の男子に告白されている美少女で、一見クールでそっけなく見られているが、叔父のラーメン屋のお手伝いをしており、家庭科部に所属。
十三が子供の姿になった原因の鍵を握っているため、自身の父親の出した命令によって、十三を婚約者として偽り、狙われることとなる。

### 六花学園中学校
白石遼（しらいし りょう）
声 - 鳴瀬友希
六花学園中学1年で、十三のクラスメイト。秀才で、医学部志望。勉強を教えて貰った為、十三からは「師匠」と呼ばわれている。普段は温厚な性格だがシスコンで、姉に近づく男に対しては普段と全く違う人格になる。
東雲律子（しののめ りつこ）
六花学園中の風紀委員の女子。クールな性格。
高田（たかだ）
馬場（ばば）
十三のクラスメイトの女子2人組。当初は転校して来た十三を馬鹿にしていたが、彼に変質者から助けられて以降、十三と親しくなる。十三のことは「オガー」と呼んでいる。

#### 幻獣組（ユニコーン）
天童天馬（てんどう てんま）
「幻獣組（ユニコーン）」の1人。六花学園2年生。サッカー・野球・バスケットボールの才能に恵まれ、プレミアリーグ・メジャーリーグ・NBAで海外で頂点に立とうとしている。
当初はノレンの婚約者になり目立っている十三を目障りに思い、家庭科部を馬鹿にするなど傲慢な言動が目立った。しかし、十三とのサッカー勝負で引き分けて以降、考えを改める。同時に千里に惚れて、積極的にアプローチしている。
乙姫舞（おとひめ まい）
「幻獣組（ユニコーン）」の1人。六花学園1年生。マリンスポーツのスペシャリスト。
二重人格であり、眠ると人格が交代する。普段は内気で大人しい人格（通称『チビ姫』）だが、人格が交代すると、ガングロで巨乳のギャル風の女の子（通称『ギャル姫』）に変貌する。人格だけでなく体格まで変化するが、記憶は引き継がれている。
ふとしたきっかけで両人格共に十三に恋をし、積極的にアプローチしているが、当の十三は相手にしていない。十三をかけてノレンとサーフィン勝負をすることになる。
十文字獅童（じゅうもんじ しどう）
「幻獣組（ユニコーン）」の1人。学校の風紀委員で、自称「正義の幻獣組」。役職とは裏腹に、不良のような風貌が特徴。
推理力や洞察力に優れ、いくつもの難事件を解決している。父親が警察官の上層部な上に、幼少期の過去の出来事から、悪とみなしたものに対して異常な排除心を持っている。十三のことも疑っていたが、ノレンら家庭科部員の誘拐事件で「JARDIN（ハルディン）」と関わってからは、十三のことは保留にしている。

#### 家庭科部
白石千里（しらいし ちさと）
六花学園3年生。白石遼の姉で、家庭科部の部長。十三からは「アネゴ」と呼ばわれており、将軍のような口調で話す。
天馬に惚れられてからは、そのストレートすぎる言動に困惑している。
古波鮫シン（こはざめ シン）
ノレンに近づく為に大狼のクラスに転校して来た暗殺者。イケメンだが、おしゃぶりが無いと上手く喋れない。ノレンのことは任務関係なく、惚れている。
玉田メイ（たまだ メイ）
六花学園2年生の女子。家庭科部員。非常に小柄な体格がコンプレックスで、天馬に筋トレを教わり、マッチョになりたいと思っている。
山岡志乃（やまおか しの）
家庭科部員の女子。クールな性格。十文字獅童とは幼い頃からの知り合いで、訳アリ。
鬼頭（きとう）
家庭科部員。天馬とのサッカー勝負に参加した。
西村（にしむら）
家庭科部員。
橋本かんな（はしもと かんな）
家庭科部の顧問。屈強な肉体の女性。サーフィン経験があり、十三とノレンにサーフィンの稽古をつけた。

#### 暗殺組織「JARDIN（ハルディン）」
桜花陽一郎（おうか よういちろう）
「JARDIN」の2代目ボス。穏やかな風貌の美形。十三失踪以後、現最高の殺し屋と言われる。イクメンで、妻と娘がいる。
元の姿に戻った十三と対決し、敗北すると、撤退した。
枇杷木ヨシツネ（びわき ヨシツネ）
「JARDIN」の一員。センター分けの髪の長い男。十三にサインをねだっていた。
十三の家に潜入し、ノレンら家庭科部員たちを誘拐し、十三と戦うも敗北。
竹之内ジョニー（たけのうち ジョニー）
「JARDIN」の一員。水泳キャップにゴーグルが特徴の男。触手物が好き。
クラゲ型のドローンで獅童を追い詰めるも、敗北した。
栗丸まる子（くりまる まるこ）
「JARDIN」の一員の女性。ノレンら家庭科部員の誘拐事件では、バスガイドを務めた。喫煙者。
竜胆カズマ（りんどう カズマ）
「JARDIN」のブラックランクの少年。竜胆兄弟の兄。小柄で、年寄りのような口調が特徴。変装や催眠術が得意。
ノレンを催眠術にかけてエイジに惚れさせ、十三に代わり婚約者にしようとしたが、失敗。十三と天馬との対決後、六花学園中学校の十三のクラスに編入した。
竜胆エイジ（りんどう エイジ）
「JARDIN」のブラックランクの少年。竜胆兄弟の弟。額の釘にペイントと、フランケンシュタインの怪物のような大柄な体格をしている。唸り声しか喋らず、画用紙の筆談での意思表示をする。ゴルフボールの爆弾を使った戦法が得意。軽い女は苦手らしい。
十三と天馬との対決後、兄のカズマと共に六花学園中学校の十三のクラスに編入した。

### その他
鰐淵瑛理（わにぶち えり）
声 - 北崎ひとみ
十三の元妻。暗殺組織の科学部門のチーフ。 十三に中学校に通うように提案する。
鰐淵梢（わにぶち こずえ）
声 - 矢野優美華
十三の娘。ノレンと同じくらいの年齢。

## 読み切り版
タイトルは『キルアオハル』。2021年12月20日発売の『週刊少年ジャンプ』2022年3・4合併号にて、掲載。

### 登場人物
声の項はボイスコミック版での声優。
鰐淵一郎（わにぶち いちろう）
声 - 内山夕実（中学生）、堀井茶渡（大人）
主人公。41歳の殺し屋。蜂に刺されて、子供の姿になり、身分を偽って中学校に入学する。
不破さくら（ふわ さくら）
声 - 矢野優美華
ヒロイン。一郎の通う中学校のクラスのマドンナ的存在。一見人当たりが良いが、裏表が激しく、計算高い性格。
鰐淵愛（わにぶち あい）
声 - 北崎ひとみ
一郎の元妻。

## 書誌情報
- 藤巻忠俊『キルアオ』集英社〈ジャンプ コミックス〉、既刊10巻（2025年6月4日現在）
  1. 「学校へ行こう」 2023年9月4日発売[2][11]、ISBN 978-4-08-883686-7
  2. 「ノレンはやれん」 2023年11月2日発売[12]、ISBN 978-4-08-883737-6
  3. 「DEATH OR KISS」2024年1月4日発売[13]、ISBN 978-4-08-883797-0
  4. 「波乗り家庭部」2024年4月4日発売[14]、ISBN 978-4-08-883881-6
  5. 「風紀委員と殺し屋」2024年6月4日発売[15]、ISBN 978-4-08-884109-0
  6. 「家庭科部には手を出すな」2024年8月2日発売[16]、ISBN 978-4-08-884129-8
  7. 「別荘へ行こう」2024年11月1日発売[17]、ISBN 978-4-08-884252-3
  8. 「桜花×大狼 対談」2025年1月4日発売[18]、ISBN 978-4-08-884441-1
  9. 「ふわきゅあふぃくしょん」2025年4月4日発売[19]、ISBN 978-4-08-884442-8
  10. 「伝説の殺し屋の最期」2025年6月4日発売[20]、ISBN 978-4-08-884562-3